# Pietro Clementini
Pietro Clementini (Terni, 6 maggio 1821 – Mentana, 3 novembre 1867) è stato un patriota italiano.

## Biografia
Nacque il 6 maggio 1821 a Piediluco, una frazione del comune di Terni; emigrò in giovane età dapprima a Roma e in seguito a Firenze.
In gioventù lavorò come cuoco, finché, ventisettenne, si arruolò e combatté nella prima guerra d'indipendenza italiana, trovandosi nel Lombardo-Veneto tra il 1848 e il 1849. In seguito, partecipò anche alla seconda guerra d'indipendenza italiana, tra il 1859 e il 1860.
Solo pochi anni dopo si unì all'esercito irregolare di Giuseppe Garibaldi, partecipando alle ultime fasi della campagna per la liberazione di Roma dal giogo papale. Nel 1867 partecipò alla seconda campagna garibaldina, che portò alla conquista del Lazio.
Il 3 novembre 1867, durante la Battaglia di Mentana, prese parte agli scontri con le truppe franco-pontificie: i garibaldini tentavano di prendere Roma per cacciare Pio IX.
Clementini cadde durante lo scontro e fu una tra le 150 vittime della battaglia.
Nel 1951 è stata apposta una targa alla memoria sulla casa dove è nato, presso il lungolago di Piediluco.